# Frullania rostrata
Frullania rostrata är en bladmossart som först beskrevs av Hook.f. et Taylor, och fick sitt nu gällande namn av Hook.f. et Taylor och Gottsche, Lindenb. et Nees. Frullania rostrata ingår i släktet frullanior, och familjen Frullaniaceae. Inga underarter finns listade i Catalogue of Life.